# 田方倫
田方倫（1992年1月24日—），台灣政治幕僚，中國國民黨籍，為第十四屆中國國民黨青年團總團長兼指定中央常務委員。現任台北市市議員李柏毅辦公室主任。

## 生平
田方倫出生於台北市，就讀松山國小、敦化國中、臺北市立西松高級中學。他在世新大學完成廣播電視電影學系學士、傳播研究所碩士學位
2019年9月27日下午，國民黨青年團總團長完成改選，由世新大學新聞所碩士生、中常委曾文培辦公室主任田方倫勝出，當選青年團第14屆總團長。此次總團長甄選，共有淡江大學歷史系楊士豪、中興大學國務所鄧凱勛與田方倫3人競逐。甄選評審團則由國發院院長林火旺、組發會主委李哲華、韓國瑜總統競選辦公室發言人何庭歡、台中市議員黃健豪、青年團前執行長劉楷嶸5人組成。2019年10月2日，新舊任總團長在中常會交接，黨主席吳敦義在常會廳親自主持新舊團長交接儀式，並致送總團長當選人田方倫當選證書及指定中常委派任書。

## 外部連結
- 國民黨青年團（中文）
- 國民黨青年團的Facebook專頁粉絲團（中文）
- 田方倫的Facebook專頁 田方倫 / 不一樣的年輕人（中文）
- 田方倫的Instagram帳戶（中文）

| 政党职务      | 政党职务                                            | 政党职务      |
| ------------- | --------------------------------------------------- | ------------- |
| 中國國民黨    |                                                     |               |
| 前任： 李成蔭 | 中國國民黨青年團總團長 2019年10月2日－2020年10月1日 | 繼任： 陳柏翰 |